# 劉印星
劉印星，字松堂，號斗盦，江西龍南人。清朝翰林。

## 生平
劉印星於道光十八年（1838年）中式戊戌科二甲進士。選翰林院庶吉士。後改知縣，因事被革職。

## 外部連結
- 龙南大刘屋